# Hiacynta Lula
Joanna Józefa Lula, w zakonie siostra Hiacynta (ur. 21 marca 1915 w Czeluśnicy, zm. 8 września 1943 w KL Auschwitz) – polska siostra zakonna ze Zgromadzenia Sióstr Służebniczek Najświętszej Maryi Panny, Służebnica Boża.
Urodziła się w Czeluśnicy, jako Joanna Józefa Lula.

Wstąpiła do Zgromadzenia Sióstr Służebniczek NMP, przyjmując imię zakonne Hiacynta; pracowała w domu zakonnym Jasionów.
Aresztowana została 25 marca 1943 roku w Jasionowie. Więziono ją w Jaśle i w Tarnowie. Następnie przewieziono ją do niemieckiego obozu koncentracyjnego KL Auschwitz-Birkenau. Otrzymała numer obozowy 47624. Została rozstrzelana 8 września 1943 w KL Auschwitz.
Dnia 17 września 2003 roku biskup pelpliński Jan Bernard Szlaga otworzył proces beatyfikacyjny grupy 122 polskich ofiar hitleryzmu. Wśród nich znalazła się siostra Hiacynta Lula.
Jest patronką jednej z ulic w Jaśle (dzielnica Żółków).